# Rougail
Le rougail réunionnais ou rougail mauricien est un plat originaire des Mascareignes, son nom étant d'origine indienne et proviendrait de la langue tamoule (de ஊறுகாய் (ūṟukāy), c'est-à-dire « pickles », apparenté au télougou ఊరగాయ (ūragāya)), une des langues ancestrales dans les deux îles. Le terme désigne une préparation pour accompagner certains plats de La Réunion, à l'île Maurice mais aussi aux Comores et à Madagascar. À La Réunion, l'usage utilise également ce mot pour désigner le plat complet de type carry, comme le rougail saucisses et le rougail morue.
À La Réunion, le rougail cuit fait à base de fruits et de légumes, est consommé en accompagnement. Le rougail tomate qui comprend également des oignons, du gingembre, des piments et éventuellement du combava, en est un exemple.
La même base s'ajoute aux viandes et poissons cuits (souvent fumés ou séchés) que l'on nomme rougail, à la différence que l'on rajoute du thym, du curcuma et de l'ail au carry. 
Le rougail était considéré comme le plat des pauvres, puisqu'il coûtait moins cher en épices, en viandes (fumées ou séchées, elles se conservaient plus longuement) tout en offrant un gain de temps au moment de la cuisson.

## Composition
Il existe plusieurs variétés de rougail. Le rougail lui-même se présente sous forme de sauce ou de pâte plus ou moins épaisse. 
Très pimenté, il se compose traditionnellement de légumes ou de fruits coupés en morceaux, d'oignons émincés et de piments oiseau. Du combava ou du caloupilé peuvent y être ajoutés.
Le rougail est toujours un accompagnement frais ou froid au carry.

## Variétés de rougail

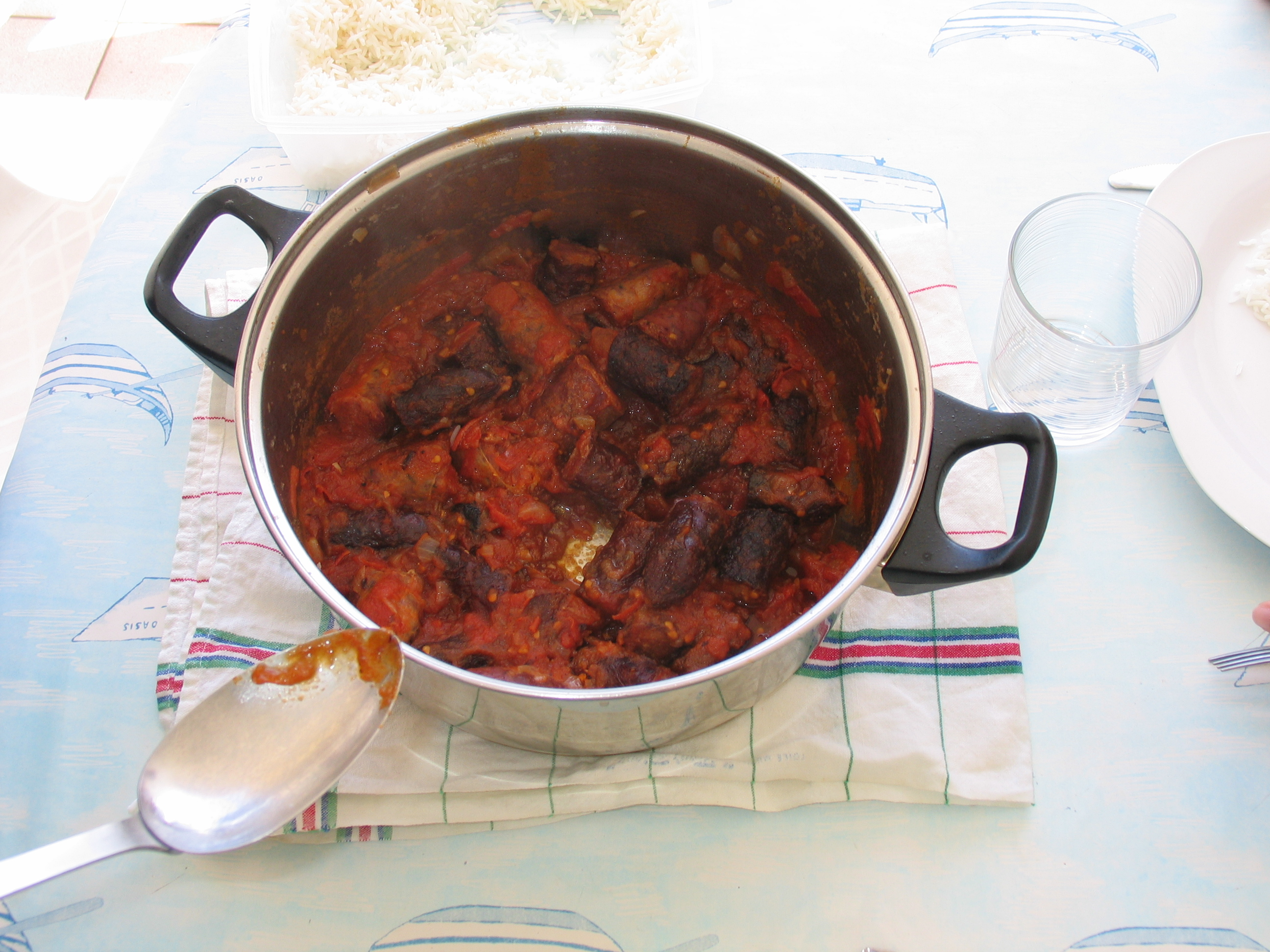
Rougail saucisse.

Il existe aussi des variantes du rougail, comme le rougail dakatine, à base de pâte de cacahuètes. On peut aussi trouver le rougail oignons, le rougail citrons, le rougail concombres, le rougail bilimbi, le rougail tamarin et le rougail pomme Granny Smith, le rougail mangues.
Le rougail pilon, est une autre déclinaison du rougail, il s'agit d'un mélange de fruits frais comme la tomate, la mangue ou des légumes (rougail aubergine, rougail pistache ou rougail tomate). Les fruits frais sont assaisonnés puis écrasés au pilon. Cette sorte de rougail est aussi originaire de La Réunion mais il est servi sans cuisson et comme sauce d'accompagnement. Il y a aussi le rougail malgache qui, comme son nom l'indique, vient de Madagascar et est à base de tomate.
Le rougail des Comores est élaboré avec tomates, oignons, citron, persil, sel et piment. 